# E·莫斯里
E·莫斯里（E. Moseley，？—？），是一名英格蘭女子羽球運動員。
1900年，E·莫斯里打進全英羽球錦標賽女子單打決賽，敗給艾瑟兒·沃恩福德·湯姆森而獲得亞軍。1901年，她與黛西·聖約翰搭檔贏得全英女子雙打冠軍。1902年，她與L·U·朗斯福德搭檔贏得全英混合雙打冠軍。